# Metapolybia mesoamerica
Metapolybia mesoamerica är en getingart som beskrevs av Smeth. och Carp. 1997. Metapolybia mesoamerica ingår i släktet Metapolybia och familjen getingar. Inga underarter finns listade i Catalogue of Life.